# Route 17 (Ontario)
Pour les articles homonymes, voir Route 17.
La route 17 est une route provinciale de l'Ontario reliant l'autoroute 417, à Arnprior et la frontière de l'Ontario et du Manitoba. Elle est d'ailleurs la plus longue route provinciale de l'Ontario, avec sa longueur totale de 1 964 kilomètres. La route passe principalement dans les villes de North Bay, Sudbury, Sault-Sainte-Marie, Thunder Bay et Kenora, soit les cinq villes principales du nord de l'Ontario.
La route 17 fait aussi partie de la route Transcanadienne sur toute sa longueur. Jadis, elle débutait à la frontière de l'Ontario et du Québec jusqu'au jour où l'autoroute 417 la remplace en 1971, puis que son tronçon dans le comté de Prescott et Russell et dans la ville d'Ottawa (marqué en vert sur la carte à droite) soit déclassé en 1998.

## Tracé
Le tracé plutôt complexe de la route 17 commande que la description de son tracé soit scindée en quelques sections, détaillées ci-dessous :

### DeArnprioràNorth Bay
- Longueur: 308 kilomètres
- Principales villes: Pembroke, Petawawa, Mattawa
- Caractéristiques: route à deux voies suivant la rive sud de la rivière des Outaouais sur la majorité de son trajet.

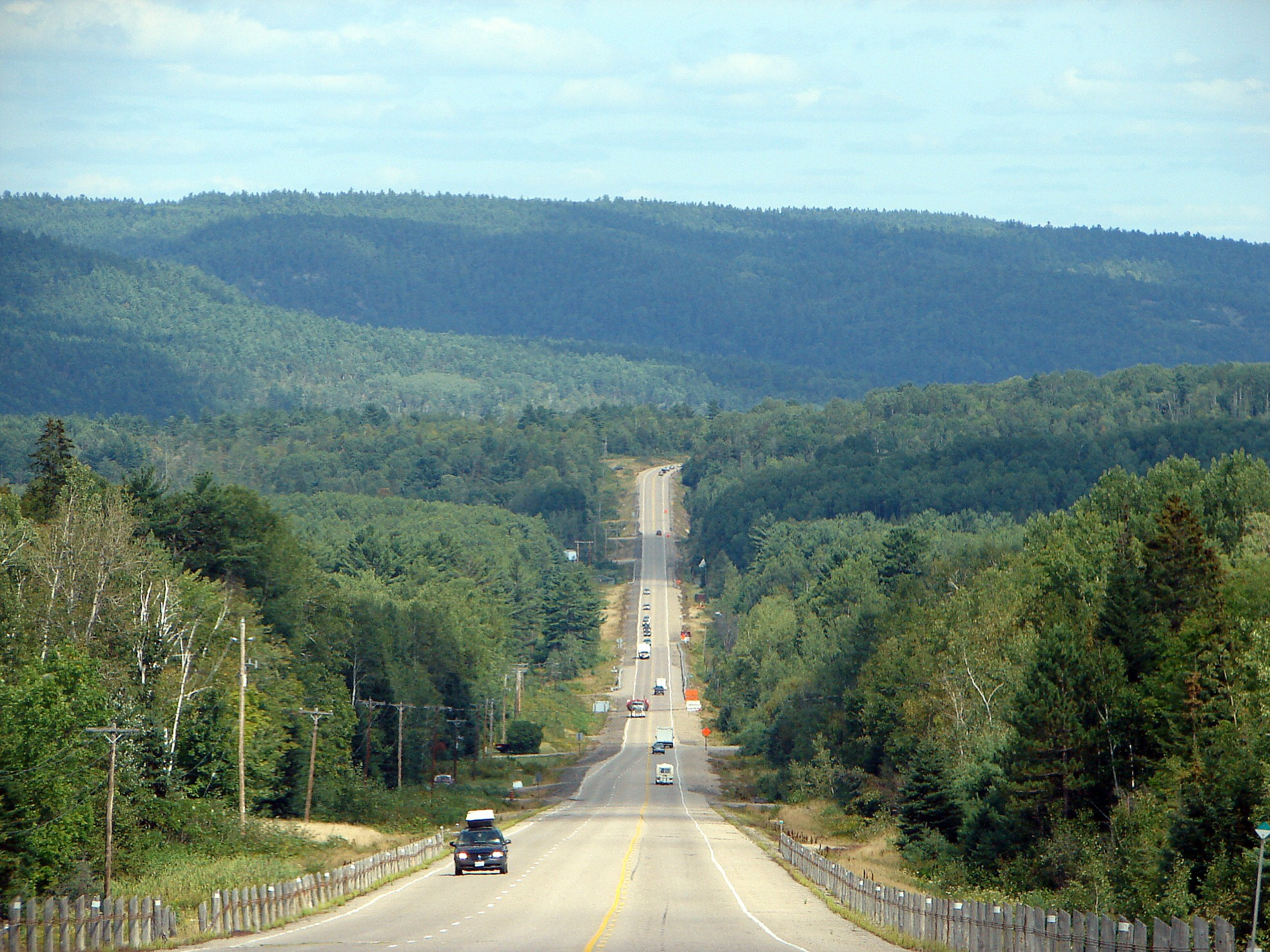
La route 17 à Bissett Creek, près de la rivière des Outaouais.

La route 17 débute à la fin de l'autoroute 417 au sud d'Arnprior. La 17 se dirige ensuite vers le nord-ouest jusqu'à Pembroke, où elle contourne justement cette ville par le sud-ouest. Après avoir passé à Petawawa, elle suit la rivière des Outaouais sur la rive sud en traversant de nombreux villages, notamment Deep River, Stonecliffe, Bissett Creek et Deux-Rivières. Après Mattawa, la 17 se dirige vers l'ouest jusqu'à sa jonction avec la route 11, au sud-est de North Bay.

### DeNorth BayàSault-Sainte-Marie
- Longueur: 435 kilomètres (jusqu'au kilomètre 743)
- Principales villes: Sturgeon Falls, Sudbury, Thessalon
- Caractéristiques: À Sudbury, la 17 possède les caractéristiques d'une autoroute à deux voies pendant une dizaine de kilomètres, puis même les caractéristiques d'une autoroute à quatre voies à Lively et près de Echo Bay.

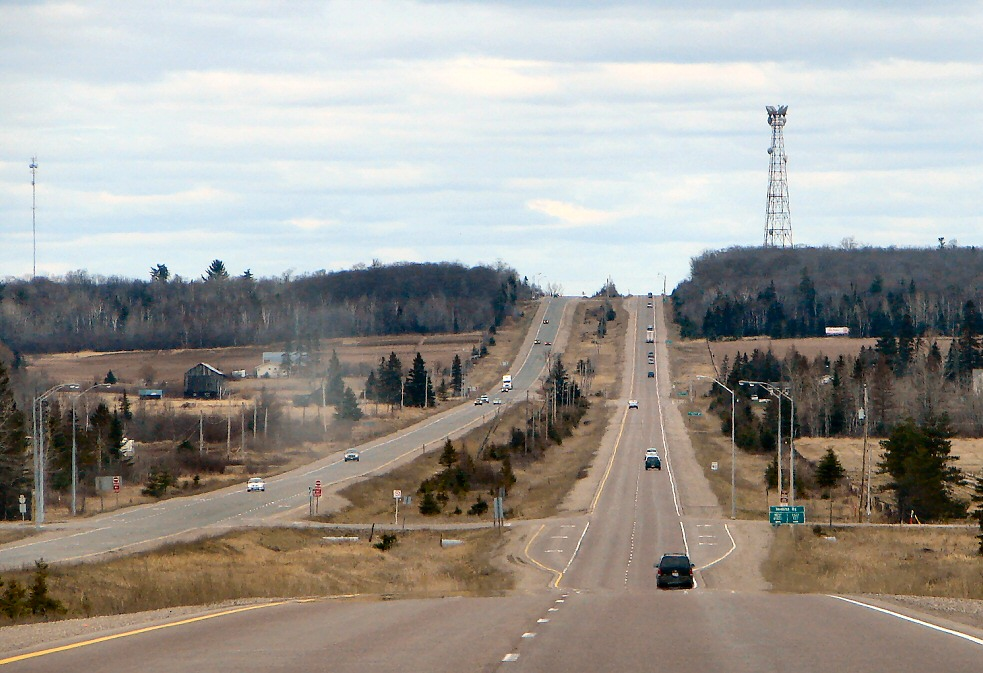
La nouvelle route 17, à quatre voies séparées, à Echo Bay.

Après avoir formé un multiplex avec la 11 en plus de contourner North Bay par le nord-est en étant un boulevard urbain, la route 17 suit la rive nord du lac Nipissing jusqu'à Sturgeon Falls, où elle bifurque vers les terres jusqu'à Sudbury en traversant Verner et Hagar. À Sudbury, la 17 porte le nom de Southeast Bypass et de Southwest Bypass au sud de Sudbury, en plus de posséder des échangeurs avec de nombreux chemins menant à Sudbury en plus de croiser la route 69, une branche de la route Transcanadienne, en direction de Toronto. À l'ouest de Lively, la 17 possède les caractéristiques d'une autoroute à quatre voies séparées pendant 20 kilomètres, puis elle redevient une route à deux voies. Ensuite, pendant plus de 200 kilomètres, la 17 suite le North Channel du lac Huron en traversant entre autres Massey, Blind River et Thessalon. De plus, après que la 17 ait bifurqué vers le nord 45 kilomètres à l'ouest de Thessalon, elle redevient une autoroute à quatre voies jusqu'à Sault Sainte-Marie.
Dans Sault Sainte-Marie, la 17 possède les noms suivants: Trunk Rd., Black Rd., 2nd Ln. et Great Northern Rd. De plus, la 17 dévie le centre-ville de Sault Sainte-Marie.

### DeSault Sainte-MarieàThunder Bay
- Longueur: 709 kilomètres (jusqu'au kilomètre 1452)
- Principales Villes: Wawa, White River, Marathon et Nipigon
- Caractéristiques: Cette section est plus dangereuse et plus tortueuse que les autres sections de la route. Non seulement elle traverse le bouclier canadien, mais elle suit de très près les rives du lac Supérieur, ce qui explique ses nombreux tournants.

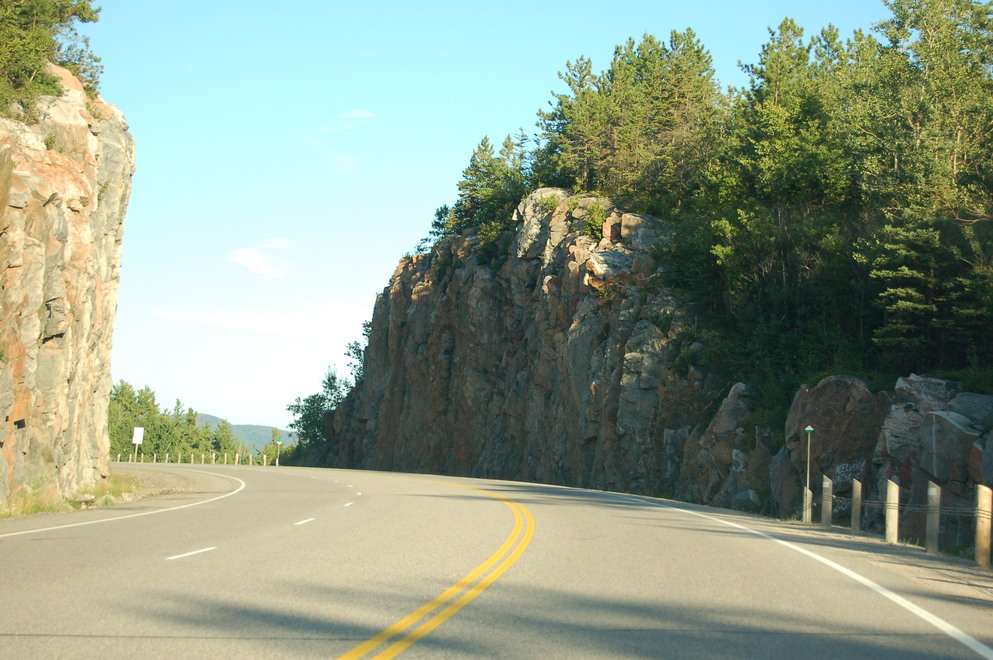
La route 17 est sinueuse lors du tour du lac Supérieur.

Après avoir quitté Sault Saite-Marie par le nord, la route 17 commence son tour du lac Supérieur Jusqu'à Wawa, où elle croise la route 101, la route 17 est très sinueuse, principalement entre Montreal River et Agawa Bay, où elle traverse justement le parc provincial du Lac-Supérieur. Après Wawa, la route transcanadienne principale de l'Ontario se détache des rives du lac Supérieur pendant 178 kilomètres (jusqu'à Heron Bay), où elle traverse justement la petite communauté de White River. De Marathon à Nipigon, où elle croise l'autre branche de la route Transcanadienne (la route 11), la route 17 est très sinueuse et extrêmement dangereuse. La prudence est de mise dans cette section!
Après Nipigon, la route 17 est beaucoup plus en ligne droite et donc forcément moins dangereuse. C'est en arrivant àw Thunder Bay que le tour du lac Supérieur prend fin.
À Thunder Bay, où elle continue de former un multiplex avec la 11, elle traverse la ville en étant un boulevard urbain à 4 voies et en ne possédant que quelques feux de circulation.

### DeThunder Bayà la frontière de l'Ontarioet duManitoba
- Longueur: 512 kilomètres (jusqu'au kilomètre 1964) (fin)
- Principales villes: Dryden, Kenora
- Caractéristiques: Route droite ayant peu d'intersections

Après avoir traversé Thunder Bay, elle se dirige vers l'ouest pendant 66 kilomètres jusqu'à Shabaqua Corner, où elle se détache de la route 11 après avoir eu un multiplex avec cette route pendant plus de 170 kilomètres! Une dizaine de kilomètres au nord-ouest de Raith, elle change de fuseau horaire, passant de l'Heure de l'Est à l'Heure du Centre.
Jusqu'à Kenora, elle est une route en ligne droite avec peu d'intersections en plus de traverser Dryden.
La route 17 passe directement dans le centre-ville de Kenora, tandis que la route 17A permet de contourner la ville.
Environ 50 kilomètres à l'ouest de Kenora, la route 17 traverse la frontière de l'Ontario et du Manitoba en plus de se changer en route 1 au Manitoba en direction de Winnipeg.
La route 17 est la plus longue section de la route transcanadienne dans une province.

## Routes alternatives
- Route 17B à Sault Sainte-Marie, passant directement dans le centre-ville en étant Wellington St. et Pim St.
- Route 17A au nord de Kenora, permettant de contourner le centre-ville par le nord en ayant un lien direct avec la route 17

## Villes principales
La carte suivante présente les villes principales traversées par la route 17 :
| North Bay Sault Ste-Marie Thunder Bay Kenora |

## Incident
Le 25 octobre 2012, un tronçon complet de la route transcanadienne s'est effondré dans les environs de Wawa. La principale cause de cet incident serait les importantes quantités de pluie tombées sur cette région (jusqu'à 120 mm de pluie seraient tombés).

## Intersections principales
| ville | km                | mile   | intersections | destinations | notes |
| --- | ----------------- | ------ | --- | --- | --- |
| Arnprior                                                                                                   | 0                 | 0      | A-417 (km 185)                                                                                                   | Ottawa, Montréal (via A-40)                                                                                      | Début de la route 17 sur l'actuelle fin de l'autoroute 417                                                       |
| Renfrew | 23                | 14¼    | Route 60 sud | Belleville, Tweed, Peterborough                                                                                  | |
| Pembroke                                                                                                   | 79                | 49¼    | Route 41 sud | Eganville, Shawville (QC)                                                                                        | |
| Mattawa | 159               | 99¼    | Route 533 nord                                                                                                   | Témiscaming (QC)                                                                                                 | |
| Eau Claire Station                                                                                         | 177               | 110½   | Route 630 sud | Eau Claire, Kiosk                                                                                                | |
| Bonfield                                                                                                   | 194               | 121¼   | Route 531 sud | Bonfield | |
| Corbeil | 207               | 129¼   | Route 94 sud | Callander | |
| North Bay                                                                                                  | 218               | 136¼   | Route 11 sud | Huntsville, Barrie, Toronto                                                                                      | Sortie 344 de la 11; début du multiplex avec la 11 (1)                                                           |
| North Bay                                                                                                  | 221               | 138¼   | Route 63 nord/Cassells St.                                                                                       | North Bay centre-ville, Témiscaming (QC)                                                                         | |
| North Bay                                                                                                  | 224               | 140    | R-11 nord | Hearst, Kapuskasing                                                                                              | fin du multiplex avec la route 11, jonction de la branche nord de la route transcanadienne                       |
| Sturgeon Falls                                                                                             | 265               | 165½   | Route 64 nord | Marten River | Début du multiplex avec la route 64                                                                              |
| Verner | 280               | 175    | Route 64 sud | Noëlville | fin du multiplex avec la route 64                                                                                |
| Verner | 281               | 175½   | Route 575 nord                                                                                                   | Field | |
| Warren | 295               | 184½   | Route 539 nord                                                                                                   | Hugel, River Valley                                                                                              | |
| Hagar | 303               | 189½   | Route 535 | Rivière Veuve, Noëlville                                                                                         | |
| Sudbury | 332               | 207½   | À partir de ce point, la route 17 devient une autoroute à 2 voies avec échangeurs et est nommée Southeast Bypass | À partir de ce point, la route 17 devient une autoroute à 2 voies avec échangeurs et est nommée Southeast Bypass | À partir de ce point, la route 17 devient une autoroute à 2 voies avec échangeurs et est nommée Southeast Bypass |
| Sudbury | 350 (sortie 533*) | 218¾   | R-69 sud | Barrie, Toronto                                                                                                  | Jonction de la branche sud de la route Transcanadienne                                                           |
| Sudbury | 353 (sortie 536*) | 220½   | Long Lake Rd. (route locale 80)                                                                                  | Rheault, Sudbury                                                                                                 | La route 17 devient le Southwest Bypass                                                                          |
| Lively | 362 (sortie 545*) | 226¼   | Route locale 55                                                                                                  | Sudbury, Naughton (en)                                                                                           | La route 17 devient une autoroute à 4 voies séparées                                                             |
| Lively | 367 (sortie 550*) | 229¼   | Route 144 nord                                                                                                   | Chelmsford, Timmins                                                                                              | |
| Whitefish                                                                                                  | 380               | 237½   | La route 17 redevient une route rurale à 2 voies                                                                 | La route 17 redevient une route rurale à 2 voies                                                                 | La route 17 redevient une route rurale à 2 voies                                                                 |
| McKerrow                                                                                                   | 418               | 261¼   | Route 6 sud | Espanola, Little Current, Owen Sound                                                                             | |
| Massey | 444               | 277½   | Route 553 nord                                                                                                   | Parc Provincial River Aux Sables                                                                                 | |
| Serpent River                                                                                              | 484               | 302½   | Route 108 nord                                                                                                   | Elliot Lake | |
| Pronto East                                                                                                | ~500              | ~312½  | Route 538 | Pronto East | |
| Blind River                                                                                                | ~510              | ~318¾  | Route 557 nord                                                                                                   | Lac Martinenda                                                                                                   | |
| Iron Bridge                                                                                                | ~530              | ~330¼  | Route 546 nord                                                                                                   | Parc Provincial Mississagi                                                                                       | |
| Thessalon                                                                                                  | 541               | 341¼   | Route 129 nord                                                                                                   | Chapleau | |
| Bruce Mines                                                                                                | ~550              | ~346¾  | Route 638 nord                                                                                                   | Rydal Bank, Dunns Valley                                                                                         | |
| Desbarats                                                                                                  | ~560              | ~350   | La route 17 devient une route à 4 voies séparées avec intersections                                              | La route 17 devient une route à 4 voies séparées avec intersections                                              | La route 17 devient une route à 4 voies séparées avec intersections                                              |
| Echo Bay                                                                                                   | ~585              | ~365½  | Route 638 est | Dunns Valley | |
| Sault Ste-Marie                                                                                            | ~610              | ~381   | Route 17B ouest                                                                                                  | Sault-Sainte-Marie centre-ville; I-75 (Détroit)                                                                  | La route 17 contourne le centre-ville de Sault Ste-Marie par Black Rd. et 2nd Ln.                                |
| Sault Ste-Marie                                                                                            | ~615              | ~384¼  | Route 17B sud | Sault Ste-Marie centre-ville                                                                                     | La route du tour du lac Supérieur (Lake Superior Circle Tour)                                                    |
| Heyden | 629               | 393¼   | Route 556 est | Ranger Lake, Chapleau                                                                                            | |
| Goulais Bay                                                                                                | ~640              | ~400   | Route 552 | Island Lake, Goulais Bay                                                                                         | |
| Batchawana Bay                                                                                             | 681               | 425½   | Route 563 sud | Parc Provincial Batchawana Bay                                                                                   | |
| Wawa | 847               | 528½   | Route 101 est | Timmins | |
| Dubreuilville                                                                                              | ~890              | ~556¼  | Route 519 nord                                                                                                   | Dubreuilville | |
| White River                                                                                                | 936               | 585    | Route 631 nord                                                                                                   | Homepayne, Hearst                                                                                                | |
| Hemlo | ~985              | ~615½  | Route 614 nord                                                                                                   | Manitouwadge | |
| Heron Nay                                                                                                  | 1021              | 628¼   | Route 627 sud | Pic River | |
| Nipigon | 1203              | 751¾   | R-11 est | Hearst, Kapuskasing                                                                                              | La route 11 est une branche de la route transcanadienne; début du multiplex avec la 11 (2)                       |
| Nipigon | ~1210             | ~755¼  | Route 585 nord                                                                                                   | Pine Portage | |
| Red Rock                                                                                                   | ~1220             | ~761½  | Route 628 sud | Red Rock | |
| Hurkett | ~1235             | ~770¼  | Route 582 sud | Hurkett | |
| Pass Lake                                                                                                  | ~1265             | ~788½  | Route 587 sud | Silver Islet, parc provincial Sleeping Giant                                                                     | |
| Wild Goose                                                                                                 | 1306              | 816¼   | Route 527 nord                                                                                                   | Armstrong | 4 kilomètres au sud-ouest de cette intersection, la route 17 devient une route à 4 voies séparées                |
| Thunder Bay                                                                                                | 1316              | 822½   | Route 102 ouest                                                                                                  | Lappe | |
| Thunder Bay                                                                                                | 1323              | 826¾   | Route 61 sud | Cloud Bay, Duluth (MN)                                                                                           | la 17 bifurque vers l'ouest                                                                                      |
| Rosslyn Village                                                                                            | 1335              | 834¼   | Route 130 sud | Cloud Bay | |
| Port Stanley                                                                                               | ~1340             | ~837¼  | Route 588 sud | Hymers, Nolalu                                                                                                   | |
| Kakabeka Falls                                                                                             | ~1345             | ~840½  | Route 590 ouest                                                                                                  | Nolalu, Suomi | |
| Finmark | 1361              | 850½   | Route 102 est | Thunder Bay | |
| Shabaqua Corner                                                                                            | 1382              | 857¼   | R-11 ouest | Fort Frances, Rainy River                                                                                        | Fin du multiplex avec la 11                                                                                      |
| Ignace | 1562              | 968¾   | Route 599 nord                                                                                                   | Central Patricia, Silver Dollar                                                                                  | |
| Ignace | 1597              | 998¼   | Route 622 sud | Atikokan | |
| Borups Corners                                                                                             | ~1620             | ~1012½ | Route 603 nord                                                                                                   | Dyment | |
| Dinorwic                                                                                                   | 1642              | 1026¼  | Route 72 nord | Sioux Lookout | |
| Dryden | 1667              | 1041¾  | Route 601 nord                                                                                                   | aéroport de Dryden                                                                                               | |
| Dryden | 1670              | 1043¾  | Route 502 sud | Fort Frances | |
| Dryden | 1672              | 1045   | Route 665 nord                                                                                                   | Richan | |
| Oxdrift | ~1685             | ~1053¼ | Route 605 nord                                                                                                   | Eton-Rugby | |
| Minnitaki                                                                                                  | ~1700             | ~1062½ | Route 594 sud | Eagle River | |
| Vermillion Bay                                                                                             | 1713              | 1070½  | Route 105 nord                                                                                                   | Balmertown | |
| Vermillion Bay                                                                                             | 1715              | 1071¾  | Route 647 nord                                                                                                   | Parc Provincial Blue Lake                                                                                        | |
| Longbow Lake                                                                                               | 1815              | 1143¼  | R-71 sud | Fort Frances, Rainy River                                                                                        | Jonction de la branche sud de la route transcanadienne                                                           |
| Kenora | 1826              | 1150   | Route 17A ouest                                                                                                  | Jaffray Melick                                                                                                   | |
| Kenora | 1870              | 1178¾  | Route 17A est | Jaffray Mellick                                                                                                  | |
| Kejick | 1951              | 1219¼  | Route 673 sud | Kejick | |
| West Hawn Lake (Manitoba)                                                                                  | 1964              | 1226¾  | La route 17 continue en tant que Route 1 vers Winnipeg; fin de la route 17                                       | La route 17 continue en tant que Route 1 vers Winnipeg; fin de la route 17                                       | La route 17 continue en tant que Route 1 vers Winnipeg; fin de la route 17                                       |
| Vert= Multiplex / Bleu= Échangeur / *= numéro de sortie basé sur les numéros de sorties de l'autoroute 417 |                   |        | | | |